# Den stærke Magt
Den stærke Magt er en dansk  stum melodramafilm fra 1912 produceret af Det Skandinavisk-Russiske Handelshus med Lilli Beck i hovedrollen som Fru Elise Vang. Filmens instruktør er ukendt.
Filmen havde dansk premiere den 29. januar  1912 i Victoria-Teatret og blev distribueret i bl.a. Tyskland, Sverige og Italien. Filmen anses som tabt.

## Handling
Fru Elise Vang lever i et på overfladen lykkeligt - men barnløst - ægteskab med professor Vang. Parret møder på en rejse den berømte excentriske billedhugger og kvindeerobrer Carol Zoir, og professor Vang beder ham om at skabe en buste af sin hustru. Fru Vang bliver betaget af billedhuggeren og forlader sin mand til fordel for ham. Men Zoir taber hurtigt interessen for hende, og da han på et tidspunkt har fået en ny model, som han passioneret for sin kunst arbejder med. Fru Vang bliver jaloux og konfronterer Zoir. Hun beskylder modellen for at have stjålet et kostbart smykke, men Zoir beskytter modellen, og forviser i stedet Fru Vang fra sit hjem. Fortvivlet går Fru Vang ind i atelieret, hvor hun tager en giftslange, og lægger ved sit bryst, hvor efter hun dør.

## Medvirkende
- Lilli Beck - Fru Elise Vang
- Rasmus Ottesen - Professor Vang
- Einar Rosenbaum - Billedhugger Carol Zoir